# Unión Internacional de Panaderos y Pasteleros
La Unión Internacional de Panaderos y Pasteleros (más conocido como UIBC por sus siglas en francés: Union Internationale de la Boulangerie et de la Confiserie) es una organización con sede fiscal en el distrito financiero AZCA de Madrid que representa a nivel internacional los intereses de sus miembros del sector panadero y pastelero. Fue fundada en 1924 en Bruselas como Union internationale de la boulangerie et de la boulangerie-pâtisserie (UIB).

## Dirección
| Dirección                        | Dirección          |
| -------------------------------- | ------------------ |
| Günther Koerffer                 | Presidencia        |
| Dominique Anract                 | Presidente adjunto |
| José María Fernández del Vallado | Secretario General |
| Michael Wippler                  | Vicepresidente     |
| Gerhard Schenk                   | Vicepresidente     |
| Troy Kao                         | Vicepresidente     |
| Yuri Katsnelson                  | Vicepresidente     |
| Eduardo Villar                   | Vicepresidente     |
| Rui Gonçalves                    | Vicepresidente     |
| Silvan Hotz                      | Tesorero           |